# Puig Surós
El Puig Surós és una muntanya de 52 metres que es troba al municipi de Foixà, a la comarca catalana del Baix Empordà.